# Brother, Can You Spare a Dime?
Brother, Can You Spare a Dime? és una pel·lícula documental de 1975 dirigida per Philippe Mora, que consisteix principalment en notícies imatges i clips de pel·lícules contemporànies per retratar l'era de la Gran Depressió.

## Resum
La pel·lícula serveix com un àlbum de retalls nostàlgic i evocador de la Depressió des del Crac del 1929 fins a l'atac a Pearl Harbor.

## Repartiment
- The Andrews Sisters
- Fred Astaire
- Warner Baxter
- Jack Benny
- Busby Berkeley
- Willie Best
- Humphrey Bogart
- George Burns
- James Cagney
- Cab Calloway
- Eddie Cantor
- Hobart Cavanaugh
- George Chandler
- Charlie Chaplin
- Winston Churchill
- Betty Compson
- Gary Cooper
- Bing Crosby
- Frankie Darro
- Cecil B. DeMille
- Marlene Dietrich
- John Dillinger
- Walt Disney
- James Dunn
- Cliff Edwards
- Dwight D. Eisenhower
- Bill Elliot
- Madge Evans
- Stepin Fetchit
- W. C. Fields
- Dick Foran
- Gerald Ford
- Clark Gable
- Benny Goodman
- Cary Grant
- Woody Guthrie
- Gabby Hayes
- Billie Holiday
- Herbert Hoover
- J. Edgar Hoover
- Paul Robeson
- Shirley Temple

## Pel·lícules mostrades
- King Kong[12]
- I Am a Fugitive from a Chain Gang[13]
- Ciutadà Kane[12]
- Wild Boys of the Road[14]
- Els turbulents anys vint[14]
- American Madness[14]
- Mr. Smith Goes to Washington[14]
- Gold Diggers of 1933[15]
- Lady Killer[15]
- G Men[15]

## Reconeixements
1976: Nominada-Globus d'Or al millor documental

## Disponibilitat
Un DVD d'Image Entertainment es va publicar el 1999 i de nou el 2018 per Artiflix.
Està disponible en DVD i Blu-Ray a través de The Sprocket Vault.